# Lídia Chukovskaia
placa comemorativa
Vista da sepultura.
Lídia Korneievna Chukovskaia (24 de Março [Calend. juliano: 11 de Março] 1907 – 7 de fevereiro de 1996) foi uma escritora, poeta, editora, publicitária, memorialista e dissidente soviética. S
eus escritos profundamente pessoais refletem o custo humano da repressão soviética, e ela dedicou grande parte de sua carreira a defender dissidentes como Aleksandr Solzhenitsyn e Andrei Sakharov. Filha do célebre escritor infantil Korney Chukovski, ela era esposa do cientista Matvei Bronstein, e colaboradora próxima e cronista da poeta Anna Akhmatova.
Ela foi a primeira a receber, em 1990, o novo Prêmio Andrei Sakharov de Coragem Cívica do Escritor.

## Biografia
Chukovskaia nasceu em 1907 em Helsingfors (atual Helsinque), no Grão-Ducado da Finlândia, então parte do Império Russo. Seu pai era Kornei Chukovski, um poeta que era escritor infantil.
Ela cresceu em São Petersburgo, a antiga capital do império dilacerado por guerras e revoluções. Chukovski observou que sua filha refletia sobre o problema da justiça social quando ainda era uma criança. Mas a maior paixão de Lídia era a literatura, principalmente a poesia. A casa deles era frequentemente visitada por importantes figuras literárias, como Alexander Blok, Nikolay Gumilyov e Akhmatova. A cidade também abrigava os melhores artistas do país - Lídia viu Feodor Chaliapin se apresentar na ópera, por exemplo, e também conheceu o pintor Ilya Repin.
Chukovskaia teve problemas com as autoridades bolcheviques ainda jovem, quando uma de suas amigas usou a máquina de escrever de seu pai para imprimir um panfleto antibolchevique. Ela foi exilada na cidade de Saratov por um curto período, mas a experiência não a tornou particularmente polizada. De fato, após seu retorno do exílio, ela voltou ao mundo literário de Leningrado, juntando-se à editora estatal Detgiz em 1927 como editora de livros infantis. Seu mentor foi Samuil Marshak, talvez o maior rival de seu pai na literatura infantil russa. Sua primeira obra literária, um conto intitulado Leningrado-Odessa, foi publicado nessa época, sob o pseudônimo de "A. Uglov".
Chukovskaia se apaixonou por um jovem físico de origem judaica, Matvei Bronstein, e os dois logo se casaram. No final da década de 1930, o Grande Terror de Joseph Stalin envolveu a terra. O empregador de Chukovskaia, Detgiz, foi atacado por ser muito " burguês ", e vários de seus autores foram presos e executados. Matvei Bronstein também se tornou uma das muitas vítimas de Stalin. Ele foi preso em 1937 sob uma acusação falsa e, sem o conhecimento de sua esposa, foi julgado e executado em fevereiro de 1938. Chukovskaia também provavelmente teria sido presa, se não estivesse fora de Leningrado na época.

## Vida posterior e carreira

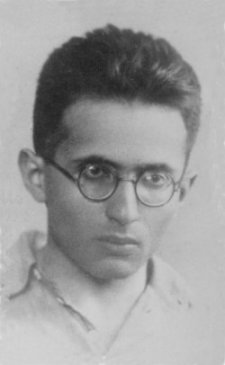
Matvei Bronstein, marido de Lídia

Por vários anos, sua vida permaneceria nômade e precária. Ela foi separada de sua filha Yelena e não soube sobre o destino de seu marido. Em 1939-1940, enquanto esperava em vão por notícias, Chukovskaia escreveu Sofia Petrovna, uma história angustiante sobre a vida durante os Grandes Expurgos. Mas demorou alfuns anos até que essa história alcançasse amplo reconhecimento. Chukovskaia foi incapaz de manter qualquer tipo de emprego estável, em parte por causa de suas desavanças com as autoridades soviéticas. Mas aos poucos, ela voltou a ser publicada: uma introdução às obras de Taras Shevchenko, outra para os diários de Miklouho-Maclay.
Chukovskaia foi amiga de longa data de Anna Akhmatova, a quem ela visitou em busca de conselhos após a prisão de Bronstein. Isso foi logo depois que Akhmatova compôs seu Requiem, que ela não ousou escrever. Chukovskaia foi uma dos primeiras pessoas a ouvi-lo recitado, na casa da escritora, e memorizá-lo. Quando foram evacuadas de Leningrado em outubro de 1941, após a invasão alemã da URSS, viajaram juntas para Tashkent. A próxima grande obra de Chukovskaia, Spusk pod Vodu ( Descida na Água ), descreveu, em forma de diário, as experiências precárias de Akhmatova e Mikhail Zoshchenko. Este livro também foi proibido de publicação em sua terra natal. Em 1964, Chukovskaia se manifestou contra a perseguição ao jovem Joseph Brodsky ; ela faria isso novamente por Solzhenitsyn e Andrei Sakharov. Ela escreveu uma série de cartas em apoio a Solzhenitsyn; estes foram publicados em Munique em 1970.
Na época da morte de Stalin em 1953, Chukovskaia havia se tornado uma figura respeitada no meio literário, como um dos editores do mensal cultural Literaturnaya Moskva. No final da década de 1950, Sofia Petrovna finalmente abriu caminho nos círculos literários soviéticos, em forma de manuscrito através do samizdat. O degelo de Khrushchev começou, e o livro estava prestes a ser publicado em 1963, mas foi interrompido no último momento por conter "distorções ideológicas". Indomável como sempre, Chukovskaia processou a editora por todos os royalties e venceu. O livro acabou sendo publicado em Paris em 1965, mas sem a permissão do autor e sob o título um tanto impreciso de The Deserted House. Houve também algumas alterações não autorizadas no texto. No ano seguinte, uma editora da cidade de Nova York o publicou novamente, desta vez com o título e o texto originais restaurados.
Em 1966, ela escreveu e distribuiu uma carta aberta a Mikhail Sholokhov, o escritor favorito do partido comunista, em resposta ao seu ataque aos escritores presos, Andrei Sinyavsky e Yuli Daniel, lembrando-o de que "O maior de nossos poetas, Alexander Pushkin, disse com orgulho 'Pedi misericórdia aos caídos'."
Em setembro de 1973, incapaz de publicar na União Soviética, Chukovskaia enviou uma carta ao exterior lamentando as campanhas oficialmente patrocinadas contra Boris Pasternak em 1958, Aleksandr Solzhenitsyn em 1969 e o físico Andrei Sakharov em 1973, e "pombos profissionais" que os apoiaram. Em retaliação, o escritório da seção de Literatura Infantil do Sindicato dos Escritores de Moscou, ao qual ela pertencia, propôs que ela fosse expulsa. Em 9 de janeiro de 1974, ela foi convocada perante o conselho do sindicato dos escritores de Moscou, onde os guardas impediram qualquer um de seus amigos de seus apoiadores de comparecer, e foi formalmente expulsa do sindicato, o que garantiu que ela teria permissão para publicar qualquer coisa novamente.. Embora a KGB a monitorasse de perto, acredita-se que o estado soviético se absteve de aplicar punições mais severas, por causa de sua reputação no Ocidente, mas também por causa da indiscutível estatura de seu pai na cultura soviética.
Seu relacionamento com Akhmatova foi tema de mais dois livros. Ao longo de sua vida, Chukovskaia também escreveu poemas de natureza intensamente pessoal, abordando sua vida, seu marido perdido e a tragédia de seu povo.
Na velhice, ela dividia seu tempo entre Moscou e a dacha de seu pai em Peredelkino, um vilarejo que foi o lar de muitos escritores, incluindo Boris Pasternak. Ela morreu em Peredelkino em fevereiro de 1996.
Sofia Petrovna tornou-se legalmente disponível para os leitores soviéticos apenas em fevereiro de 1988, quando foi publicada na revista Neva. Esta publicação possibilitou a publicação de outras obras de Lídia Chukovskaia, já que Chukovskaia proibiu explicitamente qualquer publicação de sua ficção na União Soviética antes da publicação oficial de Sofia Petrovna.

## Prêmios
- 1990, o primeiro a receber o Prêmio Andrei Sakharov de Coragem Cívica do Escritor.[8]